# Мустафа Иса
Мустафа Иса Убандома (род. 23 июля 2004) — нигерийский футболист, левый вингер футбольной команды Датской Суперлиги «Раннерс».

## Биография
После успешного дебюта в Абудже, Иса перешёл в «Раннерс» в июле 2022 года. 18-летний вингер подписал с «Раннерсом» трехлетний контракт до июня 2025,получив оценочную стоимость в четыре тысячи евро.
В первые шесть месяцев в «Раннерсе» Иса в основном играл за команду U-19, а в течение нескольких месяцев был на скамейке запасных в нескольких играх датской Суперлиги. Он официально дебютировал за клуб в Кубке Дании против «Вендюссель» 20 октября 2022 года, сыграв в последние 12 минут выйдя с замены. В феврале 2023 года Иса вместе с основной командой отправился на сборы в Турцию. Позже в том же месяце, 26 февраля, Иса дебютировал в датской Суперлиге против Люнгбю.